# Сухая Орлица (река)
Сухая Орлица — река в Орловском районе Орловской области. Исток реки находится в 1,5 км на юго-запад от деревни Зыкова, на отметке высоты около 209 м, течёт вначале на восток, затем на юг, впадает в 6,5 км по левому берегу реки Орлик, у восточной окраины деревни Сухая Орлица, на отметке высоты 157 м. Длина реки составляет 14 км.

## Данные водного реестра
По данным государственного водного реестра России относится к Окскому бассейновому округу, водохозяйственный участок реки — Ока от истока до города Орёл, речной подбассейн реки — бассейны притоков Оки до впадения Мокши. Речной бассейн реки — Ока.
Код объекта в государственном водном реестре — 09010100112110000017951.